# 이시우 (배구 선수)
이시우(1994년 4월 7일 ~ )은 대한민국의 남자 배구 선수이다. 2016년 천안 현대캐피탈 스카이워커스에 입단, 현재 현대캐피탈 스카이워커스에 소속이다

## 천안 현대캐피탈 스카이워커스시절

### 2016-2017시즌
2016-2017시즌 신인드래프트에서 1라운드 6순위로 입단하였다. 입단 첫 시즌에는 주로 원포인트 서버로 출장하여, 종종 서브득점을 하였다. 입단 첫시즌부터 천안아이돌로 인기가 많다.

## 학력
- 정왕초등학교
- 소사중학교
- 영생고등학교
- 성균관대학교